# جارنر تيد أرمسترونغ
جارنر تيد أرمسترونغ (بالإنجليزية: Garner Ted Armstrong)‏ هو عسكري أمريكي، ولد في 9 فبراير 1930 في بورتلاند في الولايات المتحدة، وتوفي في 12 سبتمبر 2003.